# Prawa Ficka
Prawa Ficka – dwa prawa dotyczące zjawiska dyfuzji, których sformułowanie przypisuje się niemieckiemu fizykowi i matematykowi Adolfowi Fickowi (1829–1901). Są one współcześnie stosowane w modelowaniu procesów dyfuzji w tkankach, neuronach, biopolimerach, farmakologii, w domieszkowaniu półprzewodników i wielu innych zastosowaniach.

## Pierwsze prawo Ficka
Pierwsze prawo Ficka jest stosowane w opisie procesów dyfuzji, np. kiedy stężenie strumienia dyfuzji objętościowej nie zmienia się w czasie {\displaystyle J_{in}=J_{out}.}
W przestrzeni jednowymiarowej strumień dyfuzji wynosi:
{\displaystyle J=-D{\frac {\partial \phi }{\partial x}},}
gdzie:
{\displaystyle J} – gęstość strumienia składnika (ilość substancji przepływająca przez jednostkowy przekrój w jednostce czasu) [(ilość substancji) × długość−2 × czas−1], np. {\displaystyle \mathrm {\left[{\frac {mol}{m^{2}\cdot s}}\right]} ,}
{\displaystyle D} – współczynnik proporcjonalności dyfuzji w jednostce [długość2 × czas−1], np. {\displaystyle \mathrm {\left[{\frac {m^{2}}{s}}\right]} ,}
{\displaystyle \phi } – stężenie [(ilość substancji) × długość−3], np. {\displaystyle \mathrm {\left[{\frac {mol}{m^{3}}}\right]} ,}
{\displaystyle x} – odległość od źródła dyfundującej substancji (długość), np. [m].
Ilość substancji może być wyrażona za pomocą różnych wielkości fizycznych, np. masy, liczby moli cząsteczek lub liczby cząsteczek, jednak powinna być wyrażona za pomocą tej samej wielkości w wyrażeniach opisujących strumień i stężenie. Wtedy wymiar współczynnika dyfuzji jest taki sam, niezależnie od wyboru tej wielkości.
{\displaystyle D} (współczynnik dyfuzji) jest proporcjonalny do szybkości dyfundujących cząsteczek, zależy także od temperatury, specyficznej budowy ośrodka, lepkości substancji (w tym przypadku cząsteczki zachowują się zgodnie z prawem Stokesa-Einsteina). Współczynnik ten określa zdolność dyfundowania cząsteczek pod wpływem gradientu stężenia. Dla np. cząsteczek związków organicznych współczynnik dyfuzji mieści się w granicach: 10−11 do 10−10 {\displaystyle \mathrm {\left[{\frac {m^{2}}{s}}\right]} .}
W dwu lub większej liczbie wymiarów należy użyć operatora nabla {\displaystyle \nabla } lub operatora gradientu, co prowadzi do wzoru:
{\displaystyle J=-D\nabla \phi .}

## Drugie prawo Ficka
Drugie prawo Ficka przewiduje jak dyfuzja powoduje zmianę stężenia lokalnie w czasie:
{\displaystyle {\frac {\partial \phi }{\partial t}}=D\,{\frac {\partial ^{2}\phi }{\partial x^{2}}},}
gdzie:
{\displaystyle D} – współczynnik proporcjonalności dyfuzji w jednostkach [długość2 × czas−1], np. {\displaystyle \mathrm {\left[{\frac {m^{2}}{s}}\right]} ,}
{\displaystyle \phi } – stężenie [ilość substancji × długość−3], np. {\displaystyle \mathrm {\left[{\frac {mol}{m^{3}}}\right]} ,}
{\displaystyle x} – odległość/pozycja (długość), np. [m] (metr),
{\displaystyle t} – czas [s].
Prawo to może zostać wyprowadzone z pierwszego prawa Ficka oraz prawa zachowania masy:
{\displaystyle {\frac {\partial \phi }{\partial t}}=-{\frac {\partial }{\partial x}}\,J={\frac {\partial }{\partial x}}\left(D{\frac {\partial }{\partial x}}\phi \right).}
Zakładając, że wartość współczynnika dyfuzyjności {\displaystyle D} jest stała (niezależna od stężenia), można otrzymać drugie prawo Ficka w postaci:
{\displaystyle {\frac {\partial }{\partial x}}\left(D\,{\frac {\partial }{\partial x}}\phi \right)=D\,{\frac {\partial }{\partial x}}{\frac {\partial }{\partial x}}\,\phi =D\,{\frac {\partial ^{2}\phi }{\partial x^{2}}}.}
W przypadku dyfuzji w przestrzeni dwu lub więcej wymiarowej drugie prawo Ficka przyjmuje postać:
{\displaystyle {\frac {\partial \phi }{\partial t}}=D\,\nabla ^{2}\,\phi ,}
czyli sprowadza się do równania przewodnictwa cieplnego.
Jeśli wartość współczynnika dyfuzyjności {\displaystyle D} nie jest stała, ale zależy od położenia lub stężenia, drugie prawo Ficka przyjmuje postać:
{\displaystyle {\frac {\partial \phi }{\partial t}}=\nabla \cdot (D\,\nabla \,\phi ).}
W przypadku, gdy stężenie {\displaystyle \phi } nie zmienia się w czasie, wartość po lewej stronie powyższego równania przyjmuje 0. W przypadku jednowymiarowym przy stałym {\displaystyle D,} rozwiązanie będzie liniowa zmiana stężenia wzdłuż odległości {\displaystyle x.} W przypadku przestrzeni dwu- lub więcej wymiarowej prawo Ficka przybierze postać:
{\displaystyle \nabla ^{2}\,\phi =0,}
a zatem jest to równanie różniczkowe Laplace’a. Rozwiązaniem tego równania są zawsze funkcje harmoniczne.

## Zastosowanie
Równania bazujące na prawach Ficka są szeroko stosowane w modelowaniu procesów dyfuzji, np. tkankach, neuronach, biopolimerach, farmakologii, w domieszkowaniu półprzewodników itd. Duża liczba eksperymentów (szczególnie przy modelowaniu polimerów) dowodzi, że trzeba uwzględnić dodatkowe zjawiska, jak np. zeszklenie.
Prawa Ficka są też stosowane w modelach transportu masy Onsagera.

## Zależność temperaturowa od współczynnika proporcjonalności dyfuzji
Współczynnik proporcjonalności dyfuzji D często można przybliżyć:
{\displaystyle D=D_{0}\cdot e^{-{\frac {E_{A}}{R\cdot T}}},}
gdzie:
{\displaystyle D} – współczynnik proporcjonalności dyfuzji w jednostkach [długość2 × czas−1], np. {\displaystyle \mathrm {\left[{\frac {m^{2}}{s}}\right]} ,}
{\displaystyle D_{0}} – maksymalny współczynnik proporcjonalności dyfuzji (w nieskończenie wysokiej temperaturze),
{\displaystyle E_{A}} – energia aktywacji dla dyfuzji w jednostce [energia (ilość)−1],
{\displaystyle T} – temperatura (w skali Kelvina lub Rankine’a),
{\displaystyle R} – stała gazowa w jednostkach [energia × temperatura−1 (ilość substancji)−1].
Równanie to nosi nazwę równania Arrheniusa.
Współczynnik proporcjonalności dyfuzji {\displaystyle D} jest w przybliżeniu 10 000 razy większy w powietrzu niż w wodzie. Na przykład dwutlenek węgla (CO2) posiada współczynnik proporcjonalności dyfuzji {\displaystyle D} równy 16 mm2/s w powietrzu, w wodzie natomiast 0,0016 mm2/s.

## Dyfuzja przez membranę
Z pierwszego prawa Ficka wynika równanie:
{\displaystyle \mathrm {D} ={\frac {K\cdot A\cdot (P_{2}-P_{1})}{d}}.}
Z równania tego wynika, że szybkość dyfuzji gazu przez membranę zależy od:
{\displaystyle D} – współczynnika dyfuzji,
{\displaystyle K} – eksperymentalnie wyznaczonej stałej dla danego gazu w określonej temperaturze,
{\displaystyle A} – współczynnika proporcjonalności do powierzchni na której zachodzi dyfuzja,
{\displaystyle P_{2}-P_{1}} – współczynników proporcjonalności do różnicy ciśnień cząstkowych gazu po obu stronach membrany oraz
{\displaystyle d} – współczynników odwrotnej proporcjonalności do grubości membrany (drogi na której zachodzi dyfuzja).
Ilość wymiany gazu wzdłuż membrany w środowisku cieczy można określić łącząc powyższe równanie razem z prawami Grahama.